# Çatakbaşı, Kovancılar
Çatakbaşı là một xã thuộc huyện Kovancılar, tỉnh Elâzığ, Thổ Nhĩ Kỳ. Dân số thời điểm năm 2011 là 101 người.